# IS - Otoko demo onna demo nai sei
IS - Otoko demo onna demo nai sei (IS 男でも女でもない性?) è un manga ideato da Chiyo Rokuhana, pubblicato dal 13 novembre 2003 al 3 luglio 2007 sulla rivista Kiss di Kōdansha e in seguito raccolto in nove volumi tankōbon. Ne è stato tratto un dorama in 10 puntate trasmesso nel 2011 su TV Tokyo.
L'"IS" del titolo sta per InterSexual: con questo termine s'intende una persona o un animale nato con un sesso fisicamente ambiguo (di solito nascono difatti con caratteristiche comuni di entrambi i sessi, quindi sia maschile che femminile). La storia segue le dolorose vicende e difficoltà che le persone intersessuali attraversano nella loro vita, prima fra tutte quella di farsi accettare per quello che sono, oltre al non poter in alcun modo diventare genitori.

## Trama
Il primo volume è costituito da una raccolta di racconti concernenti i due diversi caratteri intersessuali, e dei vari problemi che ciò viene a causare nella quotidianità della vita: protagonisti sono Hiromi e Ryoma. I volumi seguenti si concentrano invece specificamente su Haru Hoshino, autentico personaggio protagonista dell'intera serie, trattando la sua vita a partire da poco prima della nascita proseguendo fino ad oltre la scuola superiore.

## Personaggi
- Hiromi:

Un intersessuale che è cresciuto come una ragazza e che lavora come impiegata in un ufficio. Lei è al centro della 1ª parte del primo volume.
- Ryoma:

Un intersessuale ch'è stato cresciuto come un ragazzo, ma più avanti nella storia cambia il suo genere sempre più verso il femminile. La sua vicenda è il fulcro della 2ª parte del primo volume; all'inizio della storia è ancora un adolescente.
- Haru Hoshino:

Un intersessuale su cui non si è intervenuti alla nascita tramite intervento chirurgico per farlo assomigliare più ad un sesso rispetto che ad un altro. Tuttavia a 10 mesi di età gli vengono rimossi i testicoli a causa d'una patologia medica.
Fin dall'asilo si è sempre trovata meglio a giocare assieme ai maschietti della sua età, pertanto viene cresciuta come un ragazzo: purtroppo al liceo si scopre che il suo certificato di nascita dimostra chiaramente che è una femmina e ciò la costringere a vivere i seguenti tre anni di scuola sotto le sembianze d una ragazza.

## Interpreti e personaggi del Dorama

### Protagonisti
- Saki Fukuda, come Haru Hoshino
- Yuma Kimino come Haru da ragazzino
- Iori Oshita come Haru da bambino dell'asilo
- Ayame Gōriki come Miwako Aihara:

Una misteriosa compagna di classe di Haru e che cerca un po' stranamente in tutti i modi di avvicinarsi a lei.
- Satsuki Okumori come Miwako da ragazzino
- Masahiro Inoue come Kenji Ibuku:

Uno dei membri migliori della squadra di calcio dell'istituto; sembra ad un certo punto che qualche sentimento debba nascere tra lui e Haru.
- Ritsu Ohashi come Kenji da ragazzino
- Jingi Irie come Saito Leon
- Kirari Tada come Leon da ragazzino

### Famiglia Hoshino
- George Takahashi - Hoshino Taro
- Kaho Minami - Hoshino Yoko
- Kasumi Yamaya - Hoshino Natsu
- Riko Awano - giovane Natsu
- Nobuyuki Katsube - Hoshino Takeo
- Akiko Izumi - Hoshino Setsuko
- Mitsuko Oka - Miyahara Kazue

### Famiglia Aihara
- Masahiko Nishimura - Aihara Kenichi
- Naomi Nishida - Aihara Naoko

### Famiglia Ibuki
- Ren Ōsugi - Ibuki Soichi

### Staff dell'ospedale Midorigaoka
- Kei Yamamoto - Okamura Ikuo
- Ayako Kobayashi - Nagakura Maki
- Isamu Ichikawa - medico

### Liceo Shirosaki
- Rina Takeda - Usami Hajime
- Reiko Fujiwara - Hasegawa Maki
- Chiaki Ozaki - Hatano Yoshiko
- Shuri - Yamada Julia
- Masahiro Kobayashi - Nishiki Kosuke
- Yuki Shikanuma - Mizusawa Kanako
- Yutaka Maido - Eto Tsuguo
- Tetsuo Morishita - Komiyama Keiji
- Misato Tate - l'infermiera della scuola

## Episodi
1. 親が子供の性別を決定する!?究極の選択
2. 美少女…偽りの微笑
3. 私の居場所なんてどこにもない。
4. 作られたお姫様
5. 禁断の恋にゆれる…
6. 手紙…暴かれた秘密
7. 男でも女でもない性“カミングアウト”
8. 男でも女でもない性たった一人の味方…
9. 男でも女でもない性大切な友達だから…
10. 自分が自分である証